# Staurastrum producta
Staurastrum producta là một loài Song tinh tảo trong họ Desmidiaceae, thuộc chi Staurastrum.